# Гай Юний
Гай Юний (на латински: Gaius Iunius) e политик на Римската република през втората половина на 5 век пр.н.е. Произлиза от плебейската фамилия Юнии.
През 423 пр.н.е. Гай Юний е народен трибун.